# Erylus niger
Erylus niger is een sponzensoort uit de familie Geodiidae in de klasse gewone sponzen (Demospongiae).
De wetenschappelijke naam van de soort werd in 1968 gepubliceerd door Frederico Guillermo Carlos Bergquist.